# Suffocation (Album)
Suffocation ist das fünfte Studioalbum der US-amerikanischen Death-Metal-Band Suffocation. 

## Entstehungsgeschichte
Im Gegensatz zum Vorgänger Souls to Deny hat die Band auf Suffocation wieder einen festen Bassisten. Das Lied Prelude to Repulsion stammt bereits vom Album Breeding the Spawn und wurde für dieses Album neu eingespielt. Suffocation wollen so nach und nach alle Lieder des schlecht produzierten Albums neu einspielen. Das Album wurde auch als LP-Version über das Musiklabel Looney Tunes Records veröffentlicht. Das Album wurde bei einer ausgedehnten US-Tour zusammen mit den Musikgruppen Fear Factory, Hypocrisy und Decapitated, den Fans präsentiert. In Europa wurden dagegen nur einzelne Auftritte absolviert.

## Titelliste
1. Oblivion – 0:40
2. Abomination Reborn – 3:33
3. Redemption – 5:24
4. Bind Torture Kill – 5:44
5. Misconceived – 3:35
6. Translucent Patterns of Delirium – 3:31
7. Creed of the Infidel – 4:23
8. Regret – 3:51
9. Entrails of You – 4:21
10. The End of Ends – 4:14
11. Prelude to Repulsion – 4:58

Das Lied Bind Torture Kill geht auf den Serienmörder Dennis Rader, der als „BTK Killer“ bekannt wurde, zurück. BTK steht für bind, torture, kill (‚fesseln, foltern, töten‘).

## Video
- Abomination Reborn